# Rząd Józefa Cyrankiewicza i Piotra Jaroszewicza
Rząd Józefa Cyrankiewicza i Piotra Jaroszewicza – rząd utworzony przez premiera Józefa Cyrankiewicza i działający przez ponad połowę kadencji pod jego kierownictwem (od czerwca 1969 do grudnia 1970), a następnie pod kierownictwem premiera Piotra Jaroszewicza (od grudnia 1970 do marca 1972).
27 czerwca 1969 prezes Rady Ministrów złożył dymisję poprzedniego rządu, którą Sejm przyjął. Tego samego dnia sejm ponownie powołał na stanowisko prezesa Rady Ministrów Józefa Cyrankiewicza i powierzył mu zadanie skompletowania składu rządu. 28 czerwca 1969 Sejm powołał rząd, a w jego skład weszły 32 osoby. W związku z wydarzeniami z grudnia 1970 Sejm odwołał Józefa Cyrankiewicza z funkcji premiera, a zastąpił go dotychczasowy wicepremier Piotr Jaroszewicz. Cały rząd jednak dalej istniał do 29 marca 1972, kiedy zaprzysiężono rząd Piotra Jaroszewicza.

## Rada Ministrów Józefa Cyrankiewicza i Piotra Jaroszewicza (1969–1972)
| Funkcja                                                 | Imię i nazwisko               | Imię i nazwisko            | Czas pełnienia funkcji    | Czas pełnienia funkcji    |
| Funkcja                                                 | Imię i nazwisko               | Imię i nazwisko            | Od                        | Do                        |
| ------------------------------------------------------- | ----------------------------- | -------------------------- | ------------------------- | ------------------------- |
| Prezes Rady Ministrów                                   |                               | Józef Cyrankiewicz (PZPR)  | 27 czerwca 1969(dts)      | 23 grudnia 1970(dts)      |
| Wiceprezes Rady Ministrów                               | Piotr Jaroszewicz (PZPR)      | 28 czerwca 1969(dts)       | 23 grudnia 1970(dts)      |                           |
| Prezes Rady Ministrów                                   | Piotr Jaroszewicz (PZPR)      | 23 grudnia 1970(dts)       | 28 marca 1972(dts)        |                           |
| Wiceprezes Rady Ministrów                               | Stanisław Majewski (PZPR)     | 28 czerwca 1969(dts)       | 13 lutego 1971(dts)       |                           |
| Przewodniczący Komisji Planowania przy Radzie Ministrów | Stanisław Majewski (PZPR)     | 6 marca 1970(dts)          | 13 lutego 1971(dts)       |                           |
| Wiceprezes Rady Ministrów                               | Marian Olewiński (PZPR)       | 28 czerwca 1969(dts)       | 30 czerwca 1970(dts)      |                           |
| Wiceprezes Rady Ministrów                               | Eugeniusz Szyr (PZPR)         | 28 czerwca 1969(dts)       | 29 marca 1972(dts)        |                           |
| Wiceprezes Rady Ministrów                               |                               | Zdzisław Tomal (ZSL)       | 28 czerwca 1969(dts)      | 29 marca 1972(dts)        |
| Minister handlu zagranicznego                           |                               | Janusz Burakiewicz (PZPR)  | 28 czerwca 1969(dts)      | 13 lutego 1971(dts)       |
| Minister leśnictwa i przemysłu drzewnego                |                               | Roman Gesing (ZSL)         | 28 czerwca 1969(dts)      | 30 czerwca 1970(dts)      |
| Minister budownictwa i przemysłu materiałów budowlanych |                               | Andrzej Giersz (PZPR)      | 28 czerwca 1969(dts)      | 22 grudnia 1971(dts)      |
| Minister przemysłu spożywczego i skupu                  |                               | Stanisław Gucwa (ZSL)      | 28 czerwca 1969(dts)      | 13 lutego 1971(dts)       |
| Minister przemysłu maszynowego                          |                               | Janusz Hrynkiewicz (PZPR)  | 28 czerwca 1969(dts)      | 23 grudnia 1970(dts)      |
| Minister oświaty i szkolnictwa wyższego                 | Henryk Jabłoński (PZPR)       | 28 czerwca 1969(dts)       | 29 marca 1972(dts)        |                           |
| Minister rolnictwa                                      | Mieczysław Jagielski (PZPR)   | 28 czerwca 1969(dts)       | 30 czerwca 1970(dts)      |                           |
| Wiceprezes Rady Ministrów                               | Mieczysław Jagielski (PZPR)   | 30 czerwca 1970(dts)       | 29 marca 1972(dts)        |                           |
| Przewodniczący Komisji Planowania przy Radzie Ministrów | Mieczysław Jagielski (PZPR)   | 26 października 1971(dts)  | 29 marca 1972(dts)        |                           |
| Minister obrony narodowej                               | Wojciech Jaruzelski (PZPR)    | 28 czerwca 1969(dts)       | 29 marca 1972(dts)        |                           |
| Minister spraw zagranicznych                            | Stefan Jędrychowski (PZPR)    | 28 czerwca 1969(dts)       | 22 grudnia 1971(dts)      |                           |
| Minister finansów                                       | Stefan Jędrychowski (PZPR)    | 22 grudnia 1971(dts)       | 29 marca 1972(dts)        |                           |
| Przewodniczący Komitetu Nauki i Techniki                | Jan Kaczmarek (PZPR)          | 28 czerwca 1969(dts)       | 29 marca 1972(dts)        |                           |
| Minister przemysłu ciężkiego                            | Franciszek Kaim (PZPR)        | 28 czerwca 1969(dts)       | 23 grudnia 1970(dts)      |                           |
| Wiceprezes Rady Ministrów                               | Franciszek Kaim (PZPR)        | 23 grudnia 1970(dts)       | 29 marca 1972(dts)        |                           |
| Minister zdrowia i opieki społecznej                    |                               | Jan Kostrzewski            | 28 czerwca 1969(dts)      | 29 marca 1972(dts)        |
| Minister łączności                                      |                               | Edward Kowalczyk (SD)      | 28 czerwca 1969(dts)      | 29 marca 1972(dts)        |
| Przewodniczący Komitetu Pracy i Płac                    |                               | Michał Krukowski (PZPR)    | 28 czerwca 1969(dts)      | 29 marca 1972(dts)        |
| Przewodniczący Komisji Planowania przy Radzie Ministrów | Józef Kulesza (PZPR)          | 28 czerwca 1969(dts)       | 6 marca 1970(dts)         |                           |
| Wiceprezes Rady Ministrów                               | Józef Kulesza (PZPR)          | 6 marca 1970(dts)          | 13 lutego 1971(dts)       |                           |
| Minister przemysłu lekkiego                             | Tadeusz Kunicki (PZPR)        | 28 czerwca 1969(dts)       | 29 marca 1972(dts)        |                           |
| Przewodniczący Komitetu Drobnej Wytwórczości            |                               | Włodzimierz Lechowicz (SD) | 28 czerwca 1969(dts)      | 30 czerwca 1970(dts)      |
| Minister komunikacji                                    |                               | Piotr Lewiński (PZPR)      | 28 czerwca 1969(dts)      | 10 września 1969(dts)     |
| Minister górnictwa i energetyki                         | Jan Mitręga (PZPR)            | 28 czerwca 1969(dts)       | 29 marca 1972(dts)        |                           |
| Wiceprezes Rady Ministrów                               | Jan Mitręga (PZPR)            | 23 grudnia 1970(dts)       | 29 marca 1972(dts)        |                           |
| Minister kultury i sztuki                               | Lucjan Motyka (PZPR)          | 28 czerwca 1969(dts)       | 26 października 1971(dts) |                           |
| Minister przemysłu chemicznego                          | Antoni Radliński (PZPR)       | 28 czerwca 1969(dts)       | 30 czerwca 1970(dts)      |                           |
| Minister handlu wewnętrznego                            | Edward Sznajder (PZPR)        | 28 czerwca 1969(dts)       | 29 marca 1972(dts)        |                           |
| Minister żeglugi                                        | Jerzy Szopa (PZPR)            | 28 czerwca 1969(dts)       | 29 marca 1972(dts)        |                           |
| Minister spraw wewnętrznych                             | Kazimierz Świtała (PZPR)      | 28 czerwca 1969(dts)       | 13 lutego 1971(dts)       |                           |
| Minister finansów                                       | Józef Trendota (PZPR)         | 28 czerwca 1969(dts)       | 22 grudnia 1971(dts)      |                           |
| Minister sprawiedliwości                                | Stanisław Walczak (PZPR)      | 28 czerwca 1969(dts)       | 26 października 1971(dts) |                           |
| Minister komunikacji                                    | Mieczysław Zajfryd (PZPR)     | 10 września 1969(dts)      | 29 marca 1972(dts)        |                           |
| Wiceprezes Rady Ministrów                               | Stanisław Kociołek (PZPR)     | 30 czerwca 1970(dts)       | 23 grudnia 1970(dts)      |                           |
| Minister gospodarki komunalnej                          | Zdzisław Drozd (PZPR)         | 30 czerwca 1970(dts)       | 29 marca 1972(dts)        |                           |
| Przewodniczący Komitetu Drobnej Wytwórczości            | Jerzy Kusiak (PZPR)           | 30 czerwca 1970(dts)       | 29 marca 1972(dts)        |                           |
| Minister rolnictwa                                      | Józef Okuniewski (PZPR)       | 30 czerwca 1970(dts)       | 29 marca 1972(dts)        |                           |
| Minister leśnictwa i przemysłu drzewnego                |                               | Jerzy Popko (ZSL)          | 30 czerwca 1970(dts)      | 29 marca 1972(dts)        |
| Minister przemysłu chemicznego                          |                               | Edward Zawada (PZPR)       | 30 czerwca 1970(dts)      | 26 października 1971(dts) |
| Minister przemysłu ciężkiego                            | Włodzimierz Lejczak (PZPR)    | 23 grudnia 1970(dts)       | 29 marca 1972(dts)        |                           |
| Minister przemysłu maszynowego                          | Tadeusz Wrzaszczyk (PZPR)     | 23 grudnia 1970(dts)       | 29 marca 1972(dts)        |                           |
| Wiceprezes Rady Ministrów                               | Wincenty Kraśko (PZPR)        | 13 lutego 1971(dts)        | 29 marca 1972(dts)        |                           |
| Minister przemysłu spożywczego i skupu                  |                               | Emil Kołodziej (ZSL)       | 13 lutego 1971(dts)       | 29 marca 1972(dts)        |
| Minister handlu zagranicznego                           |                               | Kazimierz Olszewski (PZPR) | 13 lutego 1971(dts)       | 29 marca 1972(dts)        |
| Minister spraw wewnętrznych                             | Franciszek Szlachcic (PZPR)   | 13 lutego 1971(dts)        | 22 grudnia 1971(dts)      |                           |
| Minister przemysłu chemicznego                          | Jerzy Olszewski (PZPR)        | 26 października 1971(dts)  | 29 marca 1972(dts)        |                           |
| Minister sprawiedliwości                                | Włodzimierz Berutowicz (PZPR) | 26 października 1971(dts)  | 29 marca 1972(dts)        |                           |
| Minister budownictwa i przemysłu materiałów budowlanych | Alojzy Karkoszka (PZPR)       | 22 grudnia 1971(dts)       | 29 marca 1972(dts)        |                           |
| Minister spraw wewnętrznych                             | Wiesław Ociepka (PZPR)        | 22 grudnia 1971(dts)       | 29 marca 1972(dts)        |                           |
| Minister spraw zagranicznych                            | Stefan Olszowski (PZPR)       | 22 grudnia 1971(dts)       | 29 marca 1972(dts)        |                           |
| Minister kultury i sztuki                               | Stanisław Wroński (PZPR)      | 22 grudnia 1971(dts)       | 29 marca 1972(dts)        |                           |

## W dniu zaprzysiężenia 28 czerwca 1969
- Józef Cyrankiewicz (PZPR) – prezes Rady Ministrów
- Piotr Jaroszewicz (PZPR) – wiceprezes Rady Ministrów
- Stanisław Majewski (PZPR) – wiceprezes Rady Ministrów
- Marian Olewiński (PZPR) – wiceprezes Rady Ministrów
- Eugeniusz Szyr (PZPR) – wiceprezes Rady Ministrów
- Zdzisław Tomal (ZSL) – wiceprezes Rady Ministrów
- Janusz Burakiewicz (PZPR) – minister handlu zagranicznego
- Roman Gesing (ZSL) – minister leśnictwa i przemysłu drzewnego
- Andrzej Giersz (PZPR) – minister budownictwa i przemysłu materiałów budowlanych
- Stanisław Gucwa (ZSL) – minister przemysłu spożywczego i skupu
- Janusz Hrynkiewicz (PZPR) – minister przemysłu maszynowego
- Henryk Jabłoński (PZPR) – minister oświaty i szkolnictwa wyższego
- Mieczysław Jagielski (PZPR) – minister rolnictwa
- Wojciech Jaruzelski (PZPR) – minister obrony narodowej
- Stefan Jędrychowski (PZPR) – minister spraw zagranicznych
- Jan Kaczmarek (PZPR) – przewodniczący Komitetu Nauki i Techniki
- Franciszek Kaim (PZPR) – minister przemysłu ciężkiego
- Jan Kostrzewski (bezpartyjny) – minister zdrowia i opieki społecznej
- Edward Kowalczyk (SD) – minister łączności
- Michał Krukowski (PZPR) – przewodniczący Komitetu Pracy i Płac
- Józef Kulesza (PZPR) – przewodniczący Komisji Planowania przy Radzie Ministrów
- Tadeusz Kunicki (PZPR) – minister przemysłu lekkiego
- Włodzimierz Lechowicz (SD) – przewodniczący Komitetu Drobnej Wytwórczości
- Piotr Lewiński (PZPR) – minister komunikacji
- Jan Mitręga (PZPR) – minister górnictwa i energetyki
- Lucjan Motyka (PZPR) – minister kultury i sztuki
- Antoni Radliński (PZPR) – minister przemysłu chemicznego
- Edward Sznajder (PZPR) – minister handlu wewnętrznego
- Jerzy Szopa (PZPR) – minister żeglugi
- Kazimierz Świtała (PZPR) – minister spraw wewnętrznych
- Józef Trendota (PZPR) – minister finansów
- Stanisław Walczak (PZPR) – minister sprawiedliwości
- wakat – minister gospodarki komunalnej

## Zmiany w składzie Rady Ministrów
- 10 września 1969
  - Odwołanie:
    - Piotra Lewińskiego z urzędu ministra komunikacji (powołany na ten urząd 28 czerwca 1969).

  - Powołanie:
    - Mieczysława Zajfryda na urząd ministra komunikacji.
- 6 marca 1970
  - Odwołanie:
    - Józefa Kuleszy z urzędu przewodniczącego Komisji Planowania przy Radzie Ministrów (powołany na ten urząd 28 czerwca 1969).

  - Powołanie:
    - Józefa Kuleszy na urząd wiceprezesa Rady Ministrów.
    - Stanisława Majewskiego na urząd przewodniczącego Komisji Planowania przy Radzie Ministrów.
- 30 czerwca 1970
  - Odwołanie:
    - Romana Gesinga z urzędu ministra leśnictwa i przemysłu drzewnego (powołany na ten urząd 28 czerwca 1969).
    - Mieczysława Jagielskiego z urzędu ministra rolnictwa (powołany na ten urząd 28 czerwca 1969).
    - Włodzimierza Lechowicza z przewodniczącego Komitetu Drobnej Wytwórczości (powołany na ten urząd 28 czerwca 1969).
    - Mariana Olewińskiego z urzędu wiceprezesa Rady Ministrów (powołany na ten urząd 28 czerwca 1969).
    - Antoniego Radlińskiego z urzędu ministra przemysłu chemicznego (powołany na ten urząd 28 czerwca 1969).

  - Powołanie:
    - Zdzisława Drozda na urząd ministra gospodarki komunalnej.
    - Mieczysława Jagielskiego na urząd wiceprezesa Rady Ministrów.
    - Stanisława Kociołka na urząd wiceprezesa Rady Ministrów.
    - Jerzego Kusiaka na urząd przewodniczącego Komitetu Drobnej Wytwórczości.
    - Józefa Okuniewskiego na urząd ministra rolnictwa.
    - Jerzego Popki na urząd ministra leśnictwa i przemysłu drzewnego.
    - Edwarda Zawady na urząd ministra przemysłu chemicznego.
- 23 grudnia 1970
  - Odwołanie:
    - Józefa Cyrankiewicza z urzędu prezesa Rady Ministrów (powołany na ten urząd 27 czerwca 1969).
    - Janusza Hrynkiewicza z urzędu ministra przemysłu maszynowego (powołany na ten urząd 28 czerwca 1969).
    - Franciszka Kaima z urzędu ministra przemysłu ciężkiego (powołany na ten urząd 28 czerwca 1969).
    - Stanisława Kociołka z urzędu wiceprezesa Rady Ministrów (powołany na ten urząd 30 czerwca 1970).

  - Powołanie:
    - Piotra Jaroszewicza na urząd prezesa Rady Ministrów.
    - Franciszka Kaima na urząd wiceprezesa Rady Ministrów.
    - Włodzimierza Lejczaka na urząd ministra przemysłu ciężkiego.
    - Jana Mitręgi na urząd wiceprezesa Rady Ministrów.
    - Tadeusza Wrzaszczyka na urząd ministra przemysłu maszynowego.
- 13 lutego 1971
  - Odwołanie:
    - Janusza Burakiewicza z urzędu ministra handlu zagranicznego (powołany na ten urząd 28 czerwca 1969).
    - Stanisława Gucwy z urzędu ministra przemysłu spożywczego i skupu (powołany na ten urząd 28 czerwca 1969).
    - Józefa Kuleszy z urzędu wiceprezesa Rady Ministrów (powołany na ten urząd 6 marca 1970).
    - Stanisława Majewskiego z urzędów wiceprezesa Rady Ministrów (powołany na ten urząd 28 czerwca 1969) oraz przewodniczącego Komisji Planowania przy Radzie Ministrów (powołany na ten urząd 6 marca 1970).
    - Kazimierza Świtały z urzędu ministra spraw wewnętrznych (powołany na ten urząd 28 czerwca 1969).

  - Powołanie:
    - Emila Kołodzieja na urząd ministra przemysłu spożywczego i skupu.
    - Wincentego Kraśki na urząd wiceprezesa Rady Ministrów.
    - Kazimierza Olszewskiego na urząd ministra handlu zagranicznego.
    - Franciszka Szlachcica na urząd ministra spraw wewnętrznych.
- 26 października 1971
  - Odwołanie:
    - Lucjana Motyki z urzędu ministra kultury i sztuki (powołany na ten urząd 28 czerwca 1969).
    - Stanisława Walczaka z urzędu ministra sprawiedliwości (powołany na ten urząd 28 czerwca 1969).
    - Edwarda Zawady z urzędu ministra przemysłu chemicznego (powołany na ten urząd 30 czerwca 1970).

  - Powołanie:
    - Mieczysława Jagielskiego na urząd przewodniczącego Komisji Planowania przy Radzie Ministrów.
    - Jerzego Olszewskiego na urząd ministra przemysłu chemicznego.
    - Włodzimierza Berutowicza na urząd ministra sprawiedliwości.
- 22 grudnia 1971
  - Odwołanie:
    - Andrzeja Giersza z urzędu ministra budownictwa i przemysłu materiałów budowlanych (powołany na ten urząd 28 czerwca 1969).
    - Stefana Jędrychowskiego z urzędu ministra spraw zagranicznych (powołany na ten urząd 28 czerwca 1969).
    - Franciszka Szlachcica z urzędu ministra spraw wewnętrznych (powołany na ten urząd 13 lutego 1971).
    - Józefa Trendoty z urzędu ministra finansów (powołany na ten urząd 28 czerwca 1969).

  - Powołanie:
    - Stefana Jędrychowskiego na urząd ministra finansów.
    - Alojzego Karkoszki na urząd ministra budownictwa i przemysłu materiałów budowlanych.
    - Wiesława Ociepki na urząd ministra spraw wewnętrznych.
    - Stefana Olszowskiego na urząd ministra spraw zagranicznych.
    - Stanisława Wrońskiego na urząd ministra kultury i sztuki.